# 芦原町駅
芦原町駅（あしはらちょうえき）は、大阪府大阪市浪速区芦原二丁目にある、南海電気鉄道高野線（汐見橋線）の駅。駅番号はNK06-4。

## 歴史
- 1912年（大正元年）11月15日：高野登山鉄道の汐見橋 - 木津川間に仮駅として設置。
- 1914年（大正3年）10月21日：一般駅に格上げ。
- 1915年（大正4年）4月30日：社名変更により大阪高野鉄道の駅となる。同月、女性駅長が就任する。
- 1922年（大正11年）9月6日：会社合併により南海鉄道の駅となる。
- 1944年（昭和19年）6月1日：会社合併により近畿日本鉄道の駅となる。
- 1947年（昭和22年）6月1日：路線譲渡により南海電気鉄道の駅となる。
- 2005年（平成17年）10月16日：遠隔管理システムの完成及び導入により、完全無人化。
- 2025年（令和6年）2月12日：自動券売機が撤去。

## 駅構造
相対式ホーム2面2線を有する地上駅。遠隔管理を受けた無人駅となっている。
駅舎は岸里玉出行きホームの岸里玉出寄りにあり、汐見橋行きホームへ行く際には構内踏切を渡る必要がある。
自動改札機・乗車駅証明書発行機・自動精算機が設置されている。トイレは改札内にあり、男女別の水洗式（バリアフリー非対応）。

### のりば
| のりば | 路線               | 方向 | 行先         |
| ------ | ------------------ | ---- | ------------ |
| 1      | 高野線（汐見橋線） | 下り | 岸里玉出方面 |
| 2      | 高野線（汐見橋線） | 上り | 汐見橋方面   |

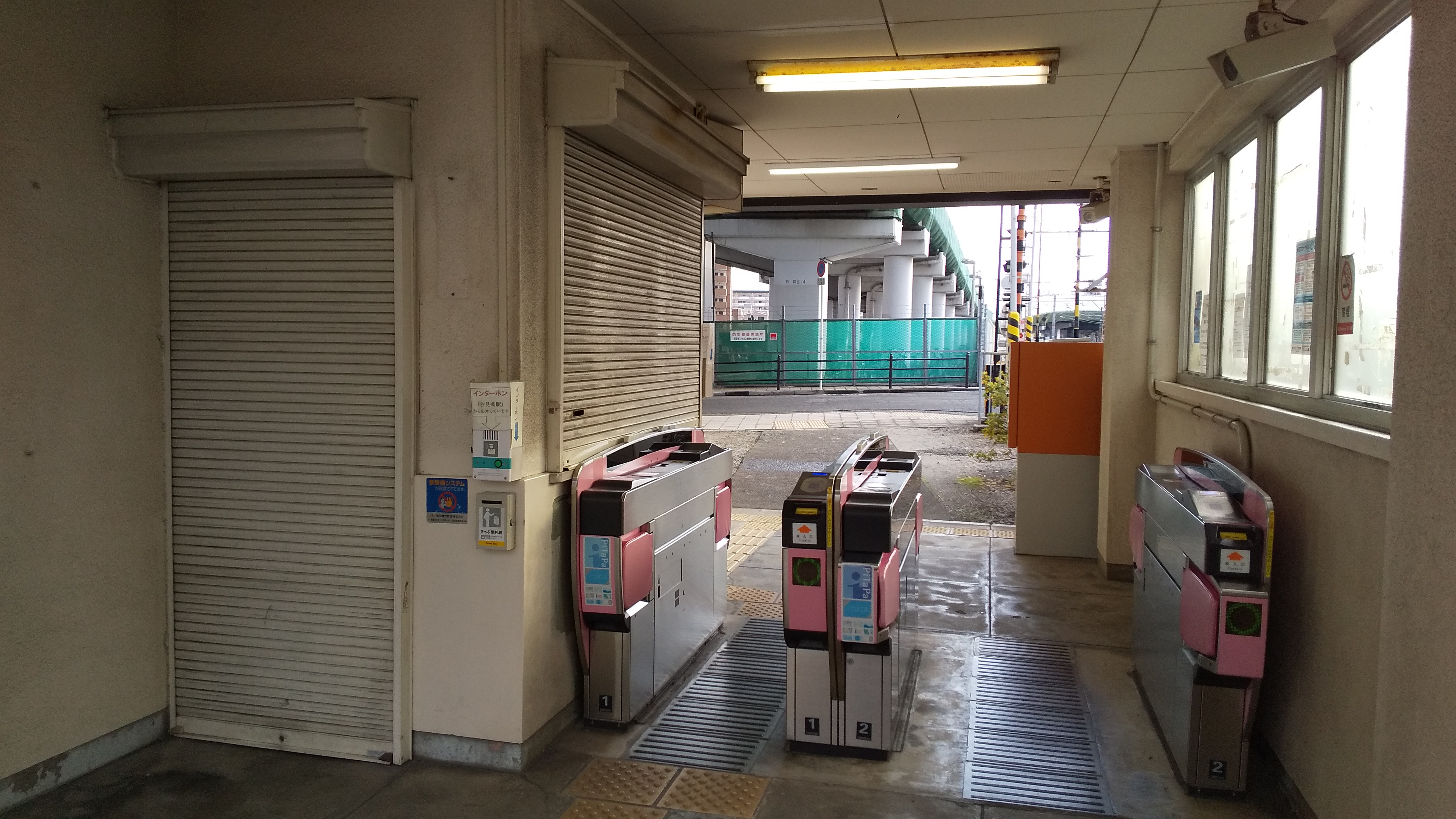
改札（2021年1月）
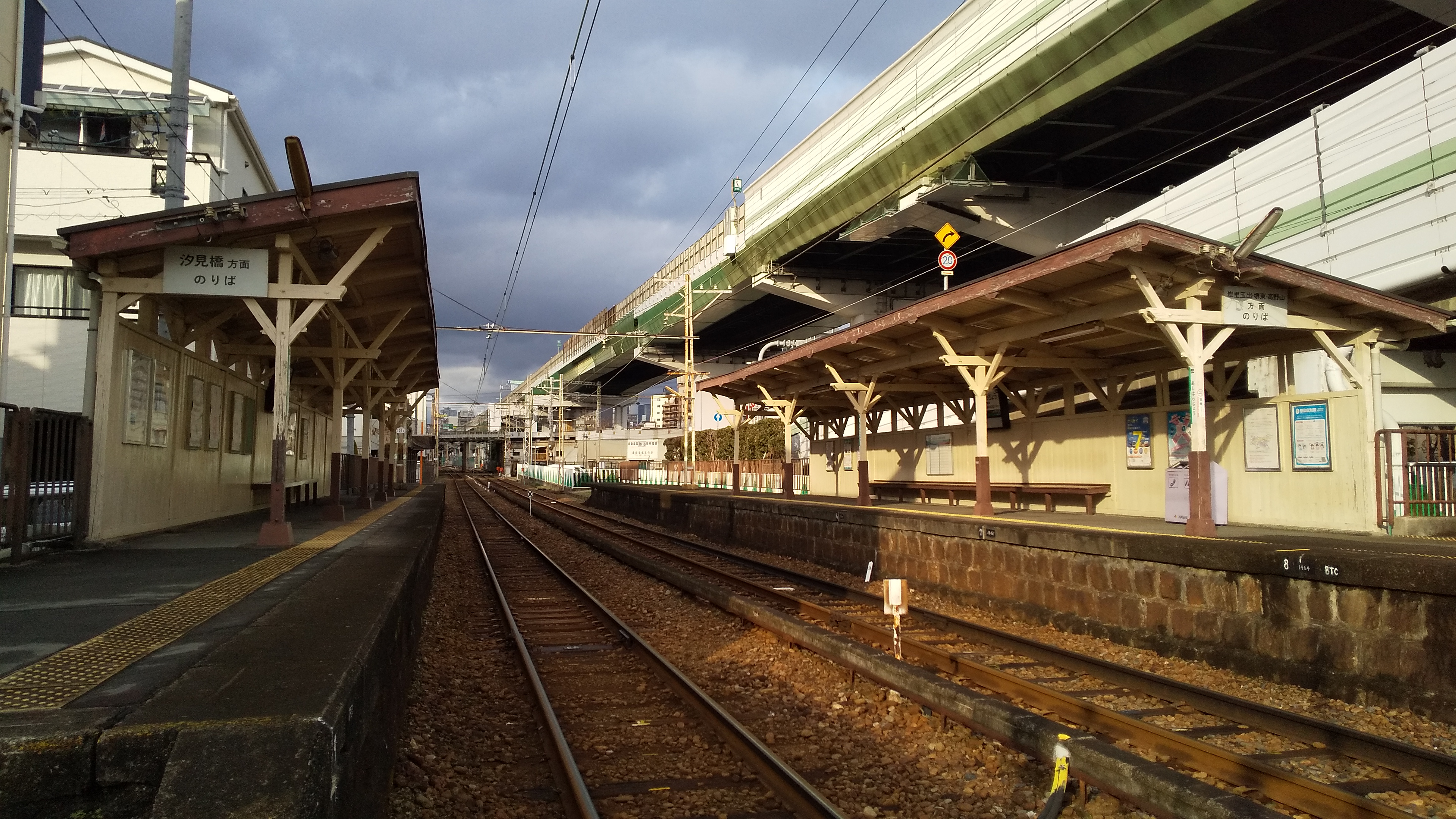
ホーム（2021年1月）

## 利用状況
2019年（令和元年）次の1日平均乗降人員は226人（乗車人員：111人、降車人員：115人）である。
近年の1日平均乗降・乗車人員の推移は以下のとおり。
| 年次   | 1日平均 乗降人員 | 1日平均 乗車人員 | 順位 | 出典          |
| ------ | ---------------- | ---------------- | ---- | ------------- |
| 2000年 | 306              | 148              |      | [ 大阪府 1 ]  |
| 2001年 | 286              | 140              |      | [ 大阪府 2 ]  |
| 2002年 | 290              | 142              |      | [ 大阪府 3 ]  |
| 2003年 | 286              | 139              |      | [ 大阪府 4 ]  |
| 2004年 | 271              | 128              |      | [ 大阪府 5 ]  |
| 2005年 | 252              | 118              |      | [ 大阪府 6 ]  |
| 2006年 | 224              | 104              |      | [ 大阪府 7 ]  |
| 2007年 | 200              | 93               | 90位 | [ 大阪府 8 ]  |
| 2008年 | 189              | 90               |      | [ 大阪府 9 ]  |
| 2009年 | 196              | 94               |      | [ 大阪府 10 ] |
| 2010年 | 199              | 94               |      | [ 大阪府 11 ] |
| 2011年 | 185              | 87               |      | [ 大阪府 12 ] |
| 2012年 | 181              | 82               | 92位 | [ 大阪府 13 ] |
| 2013年 | 163              | 75               |      | [ 大阪府 14 ] |
| 2014年 | 174              | 82               |      | [ 大阪府 15 ] |
| 2015年 | 181              | 85               | 91位 | [ 大阪府 16 ] |
| 2016年 | 176              | 85               | 91位 | [ 大阪府 17 ] |
| 2017年 | 191              | 92               | 91位 | [ 大阪府 18 ] |
| 2018年 | 204              | 99               | 91位 | [ 大阪府 19 ] |
| 2019年 | 226              | 111              | 90位 | [ 大阪府 20 ] |
| 2020年 | 188              | 92               |      | [ 大阪府 21 ] |
| 2021年 | 204              | 100              |      | [ 大阪府 22 ] |

## 駅周辺
- 大阪市立難波中学校
- 大阪市立塩草立葉小学校
- 大阪市立栄小学校
- 浪速第五保育所
- 大阪府立芦原高等職業技術専門校
- 大阪府立なにわ高等支援学校・大阪府立難波支援学校
- 芦原自動車教習所
- A'ワーク創造館
- 芦原公園
- 東洋紙業本社
- 大阪環状線 芦原橋駅（駅南東約200 m）
- 阪神高速道路15号堺線 芦原出口
- ライフ塩草店

## 隣の駅
南海電気鉄道
 高野線（汐見橋線）
汐見橋駅 (NK06-5) - 芦原町駅 (NK06-4) - 木津川駅 (NK06-3)
- 括弧内は駅番号を示す。

### 利用状況
大阪府統計年鑑
1. ↑  大阪府統計年鑑（平成13年） (PDF)
2. ↑  大阪府統計年鑑（平成14年） (PDF)
3. ↑  大阪府統計年鑑（平成15年） (PDF)
4. ↑  大阪府統計年鑑（平成16年） (PDF)
5. ↑  大阪府統計年鑑（平成17年） (PDF)
6. ↑  大阪府統計年鑑（平成18年） (PDF)
7. ↑  大阪府統計年鑑（平成19年） (PDF)
8. ↑  大阪府統計年鑑（平成20年） (PDF)
9. ↑  大阪府統計年鑑（平成21年） (PDF)
10. ↑  大阪府統計年鑑（平成22年） (PDF)
11. ↑  大阪府統計年鑑（平成23年） (PDF)
12. ↑  大阪府統計年鑑（平成24年） (PDF)
13. ↑  大阪府統計年鑑（平成25年） (PDF)
14. ↑  大阪府統計年鑑（平成26年） (PDF)
15. ↑  大阪府統計年鑑（平成27年） (PDF)
16. ↑  大阪府統計年鑑（平成28年） (PDF)
17. ↑  大阪府統計年鑑（平成29年） (PDF)
18. ↑  大阪府統計年鑑（平成30年） (PDF)
19. ↑  大阪府統計年鑑（令和元年） (PDF)
20. ↑  大阪府統計年鑑（令和2年） (PDF)
21. ↑  
大阪府統計年鑑（令和3年） (PDF)
22. ↑  
大阪府統計年鑑（令和4年） (PDF)